# Gare d'Asahi (Chiba)
La gare d'Asahi (旭駅, Asahi-eki) est une gare ferroviaire japonaise située dans la ville d'Asahi dans la préfecture d'Ibaraki. Elle est gérée par la East Japan Railway Company (JR East).

## Situation ferroviaire
La gare d'Asahi est située au point kilométrique (PK) 103,6 de la ligne Sōbu.

## Histoire
La gare a été inaugurée le 1er juin 1897 sous le nom de gare d'Asahichō. Elle prend son nom actuel en 1959.

## Service des voyageurs

### Accueil
La gare dispose d'un bâtiment voyageurs, avec guichet, ouvert tous les jours.

### Desserte
- Ligne Sōbu :
  - voie 1 : direction Narutō, Chiba et Tokyo
  - voies 2 et 3 : direction Chōshi